# 有沢比呂子
有沢 比呂子（ありさわ ひろこ、1972年9月10日 - 2015年12月11日）は、日本の女優。
千葉県出身。最後の所属事務所はオフィスのいり。
デビュー時の芸名は有沢 妃呂子。

## 来歴・人物
サンミュージックを経てオフィスのいりに所属していた。
1990年、サンミュージックオーディションで優勝し、91年「有沢妃呂子」でビデオ映画「キャント・バイ・ミー・ラブ」で女優デビュー。1997年、24歳の時、ヌード写真集『RED PATIO』を発表。2008年に「有沢妃呂子」から現在の芸名に改名した。
存在感のある女優として時代劇や2時間サスペンスなど数多くのドラマに出演した。
2015年12月11日、心不全のため死去。部屋で倒れているのを関係者に発見され救急搬送されたが、搬送先の病院で死亡が確認された。遺族の意向により葬儀、告別式などは家族、親族のみで執り行われた。43歳没。
特技は日本舞踊。

## 出演

### テレビドラマ
- 検事・若浦葉子 第10話「目撃者・嘘をつかないで! 私は無実です」（1991年、日本テレビ）
- DRAMADOS「バベルの家族」（1992年、KTV）
- 俺たちルーキーコップ 第7話「大波乱」（1992年、TBS）
- 世にも奇妙な物語 第3シリーズ 右手の復讐（1992年、フジテレビ）
- 半七捕物帳（1992年-1993年、日本テレビ） - お初 役
- 映画みたいな恋したい「パパの浮気は許さない!」（1993年、テレビ東京）
- 銭形平次（フジテレビ・東映）
  - 第3シリーズ 第3話「雪の夜」（1993年） - おつる 役
  - 第5シリーズ 第1話「消えた弁財天」（1995年） - おさよ 役
  - 第7シリーズ 第1話「赤い影」（1998年） - おきみ 役
- 殿さま風来坊隠れ旅 第5話「泣き虫男の超激安戦争!」（1994年、テレビ朝日）
- 火曜サスペンス劇場（日本テレビ）
  - 「女監察医・室生亜季子シリーズ」（1994年-1998年） - 秋山美智子（浜田警部の娘） 役
  - 「名無しの探偵11 『ガラスの少女』」（1995年） - 山下令子 役
  - 「ラブレター」（1995年）
  - 「食卓のある風景」（1996年） - 北沢亜希 役
  - 「当番弁護士7」（1999年） - 吉野絹代 役
  - 「地方記者・立花陽介19『箱根小田原通信局』」（2002年）
- 暴れん坊将軍シリーズ（テレビ朝日 / 東映）
  - 暴れん坊将軍VI
    - 第14話「伊賀者一代血の詫び状」（1995年） - おたよ 役
    - 第31話「愛と復讐の遠目鏡」（1995年） - お初 / おきよ （二役）

  - 暴れん坊将軍VIII 第11話「覗かれた大奥 女たちの陰謀」（1997年） - お奈津 役
  - 暴れん坊将軍IX 第32話「母なればこそ 椿の花は知っていた」（1999年） - 菊乃 役
  - 暴れん坊将軍XI 第12話「女たちの戦さ! 先妻VS後妻」（2001年） - お涼 役
- さすらい刑事旅情編VII 第15話「女刑事が結婚!?私の終着駅」（テレビ朝日 / 東映）（1995年2月8日） - 河田弥生 役
- はぐれ刑事純情派（テレビ朝日 / 東映）
  - 第8シリーズ 第12話「匿名の結婚祝い!? 整形美容の女」（1995年6月28日） - 林田恵 役
  - 第9シリーズ 第8話「企業内イジメ！派遣OLの復讐」（1996年5月29日）
  - 第10シリーズ 第25話「口が災い…未練の女」（1997年9月24日）
  - 第11シリーズ 第24話「深夜の面会人!? 鮎を贈る女」（1998年9月9日）
  - 第14シリーズ 第24話「立待岬に消えた女！東京－函館－奥尻島、死んだ母は生きていた!?」（2001年9月26日） - 袴田深雪 役
- 水戸黄門（TBS / C.A.L）
  - 第24部 第9話「母を慕う馬子唄哀し -徳島-」（1995年11月13日） - お光 役
  - 第25部 第19話「大内塗り 情けの仇討ち -山口-」（1997年5月5日） - お小夜 役
  - 第26部 第5話「間違えられた黄門様 -広島-」（1998年3月9日） - 百合 役
  - 第27部 第10話「父子つないだ献上箔椀 -浄法寺-」（1999年5月24日） - おきわ 役
  - 第28部 第28話「兄ちゃんを救え！恐怖の人柱 -三原-」（2000年10月9日） - お登世 役
  - 第29部 第3話「光圀を狙え! -水戸-」（2001年4月16日） - お美代 役
  - 第30部 第18話「黄門様は名鑑定士! -下津井-」（2002年5月13日） - お吉 役
  - 第31部 第12話「商売繁盛笹もってこい -兵庫-」（2003年1月13日） - お糸役
  - 第33部 第6話「忍びの里宿命の対決 -伊賀-」（2004年5月24日） - およう役
- その灯は消さない（1996年、東海テレビ） - 栗田晴美 役
- 月曜ドラマスペシャル（TBS）
  - 「一色京太郎事件ノート3」（1996年） - 花蝶 役
  - 「奄美殺人珊瑚礁」（1997年） - 晴美 役
- 名奉行 遠山の金さんシリーズ（ANB）
  - 遠山の金さんVS女ねずみ　第7話「お白州で火縄銃殺人の再現!」（1997年3月15日）お妙 役
  - 金さんVS女ねずみ 第3話「不倫! 顔のない誘拐犯」（1998年4月25日）- しず 役
- 影武者徳川家康（1998年、テレビ朝日） - 東雲之助
- 大岡越前 第15部 第18話「消えた財布」（1999年1月18日、TBS / C.A.L） - おやす 役
- 金曜エンタテイメント（フジテレビ）
  - 「京都祇園芸妓シリーズ5 茶の湯・家元殺人事件」（1999年4月2日） - 九条千草 役
  - 「ドクター小石の事件カルテ2　検死」（2006年8月4日） - 製薬会社MR・沙耶子 役
- 南町奉行事件帖 怒れ!求馬II（1999年、TBS）第5話ゲスト
- 科捜研の女（テレビ朝日 / 東映）
  - 第1シリーズ 第4話（1999年11月11日） - 西野春子 役
  - 年末スペシャル（2014年12月21日） - 姫川みずき 役
- 土曜ワイド劇場（テレビ朝日）
  - 「おばはん刑事!流石姫子3」（1999年） - 大場美由紀 役
  - 「タクシードライバーの推理日誌12 殺意のハンドル」（2000年）
  - 「法医学教室の事件ファイル13」（2001年） - 沢井いずみ
  - 「検事・朝日奈耀子1 偽装心中殺人連鎖…!? 猫が暴いた犬吠埼完全犯罪トリック」（2003年5月24日）
  - 「狩矢父娘シリーズ5 京都祇園祭り殺人事件」（2004年8月） - 野上美也子 役
- ザ・美容室（2000年1月-3月、東海テレビ）
- 女同士（2000年、東海テレビ）
- 月曜ミステリー劇場
  - 「早乙女千春の添乗報告書」（2003年） - 田口理恵 役
  - 「世直し公務員 ザ・公証人5」（2005年4月、TBS） - 山野みゆき 役
- おみやさん 4 第4話「白い花を憎む女!!無罪を拒否する殺人者」 （2005年、テレビ朝日） - 篠田あゆみ 役
- 相棒（テレビ朝日 / 東映）
  - season5 第17話「女王の宮殿」（2007年2月14日）- 一条愛美 役
  - season6 第1話「複眼の法廷」（2007年10月24日）- 森静香 役
  - season12 第14話「顔」（2014年2月5日）- 白鳥聡美 役
- 水曜ミステリー9「密会の宿6 北鎌倉不倫殺人旅行」（2007年、テレビ東京） - 古川真奈美 役
- 金曜プレステージ（フジテレビ）
  - 「ドクター小石の事件カルテ5　毒炎」（2009年3月20日）
  - 「浅見光彦シリーズ45 志摩半島殺人事件」（2012年7月20日） - 海藤直美 役
- NHK正月時代劇 「隠密秘帖」（2011年1月1日、NHK） - まさ 役

### 映画
- 代打教師 秋葉、真剣です!（1991年、東映）

### オリジナルビデオ
- キャント・バイ・ミー・ラブ（1991年）
- 狙撃3 THE SHOOTIST（1991年、東映ビデオ）
- くどき屋ジョー（1994年、東映ビデオ）
- 渡世無頼（1995年、シネマパラダイス）
- BE-BOP-HIGHSCHOOL 4 不良人生摩訶不思議（1996年）

### CM
- 日本マクドナルド チーズカツバーガー（1991年）

## 出版物

### 写真集
- RED PATIO（1997年4月、スコラ、撮影：井ノ元浩二）- ISBN 978-4796204354

### イメージ作品
- スコラ（スコラ）- VHS
- アイドル黄金伝説 有沢妃呂子（2003年、ブロードウェイ）- 上記作品のDVD版